# Ах, какая женщина!
«Ах, кака́я же́нщина!» (инципит «В шумном зале ресторана…») — самая известная песня из репертуара группы «Фристайл» композитора и продюсера группы Анатолия Розанова на слова Татьяны Назаровой от лица мужчины, написанная в 1995 году. Песня, которая создавалась внутри группы «Фристайл» «на сторону» — для певца Феликса Царикати, была оставлена в группе и исполнена её солистом в 1992—2001 годах Сергеем Дубровиным. Розанов делал песню «Ах, какая женщина!» как намеренно примитивную и объяснял её успех менталитетом российской публики.
Уход из группы Назаровой и продолжавшего исполнять песню Дубровина повлёк за собой связанные с авторским правом имущественные споры вокруг песни, которые ещё усугубились тем, что её начал исполнять солист группы «Фристайл» в 1989—1992 годах Вадим Казаченко. Рецепция песни «Ах, какая женщина!» варьирует от «самой любимой песни 90-х» у массовой публики до «истерики пьяного одинокого командированного», «пошлости» и «абсурда российской эстрады» у интеллектуалов и музыкальных критиков. Рефрен песни «Ах, какая женщина, какая женщина! / Мне б такую» (и в укороченном виде — «Ах, какая женщина!») стал в российской массовой культуре устойчивым выражением для самых разных коннотаций в отношении почти любой женщины.

## История
В шумном зале ресторана

Сpедь веселья и обмана —

Пpистань загyлявшего поэта.

Возле столика напpотив

Ты сидишь вполобоpота,

Вся в лyчах ночного света.

Так само слyчилось вдpyг,

Что слова соpвались с гyб,

Закpyжило головy хмельнyю:

Ах, какая женщина, какая женщина,

Мне б такyю.

Ах, какая женщина, какая женщина, 

Мне б такyю.

<...>
Песня с названием «Ах, какая женщина!» и аналогичным рефреном на слова Михаила Рябинина уже была у композитора и исполнителя Вячеслава Добрынина в 1991 году, но она не получила сколь-нибудь широкой известности.
Песня «Ах, какая женщина!» Татьяны Назаровой (автор слов) и Анатолия Розанова (композитор) изначально писалась в 1995 году для певца Феликса Царикати — по словам Назаровой, «мужчины с кавказским темпераментом». Думая о Царикати, она, выросшая в Сочи, вспомнила фразу, которую часто слышала на юге вслед себе от выходцев с Кавказа: «Вах, какая женщина! Мне б такую!» Вспомнив к этому фразу из романа «Двенадцать стульев» Ильи Ильфа и Евгения Петрова «Знойная женщина — мечта поэта», она поняла, что, развивая эту тему, сможет «построить песню».
Признавая равные авторские права на песню с Анатолием Розановым, Татьяна Назарова, в прошлом профессиональная эстрадная певица муниципального уровня, в будущем самодеятельный композитор, после разрыва с Розановым рассказала собственную версию о том, что на реплику впервые увидевшего текст Розанова «Не представляю, как это будет звучать», она напела ему звучащую в ней мелодию, и через два часа у соавторов уже была готова песня.
Закончив работу над песней, Розанов повёз её из Полтавы, где он жил, в Москву Феликсу Царикати. Остановившись в Москве у поэта-песенника Симона Осиашвили, который с 1993 года начал выступать со своими песнями и как исполнитель, Розанов показал песню ему. Сразу оценив потенциал песни, Осиашвили посоветовал Розанову не отдавать её Царикати, а оставить в главном и единственном продюсерском проекте Розанова — группе «Фристайл», для которой он и Татьяна Назарова писали большинство своих совместных песен. Розанов последовал совету Осиашвили.
Спустя восемнадцать лет, в 2013 году, Симон Осиашвили назвал (женским) «ответом» на песню «Ах, какая женщина!», которого он давно ждал, новый шлягер «О Боже, какой мужчина!» певицы Натали. Сама группа «Фристайл» в том же 2013 году выпустила свой «ответ» на «Ах, какая женщина!» — клип на новую песню «Давайте выпьем за мужчин», которая осталась малоизвестной. Ещё раньше, не позже 2012 года, Татьяна Назарова на ту же мелодию Розанова написала собственный «женский ответ» на свою же песню, слегка перелицевав припев: «Ах, какой мужчина, какой мужчина, / Мне б такого», но этот вариант был лишь коротко упомянут во второстепенной телевизионной передаче.
Во время написания песни автор слов Татьяна Назарова пользовалась творческим псевдонимом, образованным от девичьей фамилии матери, но её паспортной фамилией была Мартыненко. Позже, желая отказаться от фамилии отца, который оставил семью, когда дочь была совсем маленькой, она собиралась фамилию Назарова сделать паспортной, но, узнав, какие при этом возникнут сложности и неразберихи, не говоря уже о самом процессе всевозможных паспортных перепроверок, передумала. Тем не менее часть песен Назаровой подписаны не псевдонимом, а паспортной фамилией. Из-за этого и возникла путаница в авторстве слов песни: когда была выпущена минусовка песни для караоке, из анкеты было взято имя автора слов «Т. Мартыненко». Некоторые зрители и слушатели на основании этого считали, что слова «мужской» песни написал мужчина по фамилии Мартыненко, и иногда в достаточно резкой форме высказывали Назаровой претензии в самозванстве.
Первым песню «Ах, какая женщина» исполнил Сергей Дубровин — солист группы «Фристайл» с 1992 года, и она стала заглавной для альбома группы 1995 года. В 1996 году группа с этой песней стала лауреатом телевизионного фестиваля «Песня-96». Дипломы фестиваля были вручены авторам песни Анатолию Розанову и Татьяне Назаровой. Со времени своего создания «Ах, какая женщина!» — самая известная песня взятых по отдельности группы «Фристайл», композитора Анатолия Розанова, автора слов Татьяны Назаровой и певца Сергея Дубровина.
С 2003 года Татьяна Назарова начала давать сольные концерты как автор-исполнитель, выходя под запись песни «Ах, какая женщина!» на сцену и под неё же завершая концерт. Поначалу она пыталась петь песню сама, но доходя до слов «Ах, какая женщина, какая женщина! Мне б такую», была «готова провалиться сквозь сцену. Не могу петь эти слова. Я же не группа „Тату“…» Назарова практикует совместные концерты с бывшим солистом «Фристайла» Сергеем Дубровиным под общим названием «Ах, какая женщина». Понимая значение песни для своего имиджа, слоганом своего официального сайта Назарова сделала фразу «Ах, какая женщина…»

## Стилистика
Самая известная песня композитора Анатолия Розанова, автора слов Татьяны Назаровой, группы «Фристайл» и певца Сергея Дубровина стала квинтэссенцией творческого и — шире — жизненного мировоззрения продюсера Розанова, принятого им для себя в конце 1980-х годов. До этого времени он занимался джаз-роком; любимыми исполнителями Розанова были группа Steely Dan, Джино Ваннелли и др. Эта музыка, к которой он пытался привить вкус у публики, не вызывала у неё интереса («аплодисментов всегда было по два-три хлопка»). Начав работать в аккомпанирующем составе певца Михаила Муромова, Розанов полностью изменил творческую позицию:
…Я сильно удивлялся: почему ему люди устраивают овации, почему его так хорошо принимают? Песни-то примитивные. И когда я в очередной раз обсуждал это с Мишей, он мне сказал: «Надо делать такую музыку, чтобы люди могли её слушать в туалете». И я ему ответил: «Миша, таких песен, какие пишешь ты, я могу сочинять хоть по десять штук в день, при этом особо не утруждаясь». После чего и появился альбом «Получите!» И после этого я стал мыслить иначе. Мне даже стыдно за то, что раньше я думал по-другому. То, что исполняет «Фристайл» — это музыка, которую слушают люди, с которыми мы живём. Это люди, которые впитали такую музыку с молоком матери, они живут с ней. И переубеждать их в чём-то бесполезно.
Не последнюю роль в изменении жизненных и творческих ориентиров Розанова сыграла и финансовая сторона вопроса:
Когда я был в Нью-Йорке, я видел, как Рэй Чарльз выступал в ресторане, где билеты стоили всего по пятнадцать долларов, и где вмещалось примерно человек двести. Я представил, сколько же он за это выступление заработал? И понял, что такая музыка и там тоже особо никому не нужна.
Позже, в интервью 2009 года, Розанов говорил, что в своём стиле далеко ушёл от «примитивных» песен 1990-х годов.

## Имущественные споры вокруг песни
Татьяна Назарова была приглашена Анатолием Розановым для работы над четвёртым альбомом «Получите! Дубль-4» группы «Фристайл» в 1990 году, познакомившись с ним на телевидении в Сочи, где она жила. Слова для песен из этого альбома она написала бесплатно — чтобы создать себе репутацию поэта-песенника. После выхода альбома из группы ушёл её солист Вадим Казаченко, и Назарова со своим мужем аранжировщиком Владимиром Кощием, чтобы, по её словам, поддержать «Фристайл» в трудные времена, согласились сделать с Розановым ещё один альбом.
Завершив работу над пятым альбом, Назарова осталась в группе «Фристайл» до завершения восьмого альбома в 1997 году. Переехав из Сочи в Полтаву, где базировалась группа и где она познакомилась со своим мужем-полтавчанином, она с Кощием три года жила в квартире Розанова, объясняя это позже тем, что «если бы нормально платили, мы могли бы спокойно снимать квартиру». За последний альбом Розанов расплатился с Назаровой, по её словам, автомобилем «Жигули» (ВАЗ-2106), который оказался угнанным. Чтобы погасить судебные издержки, Назарова с мужем продали однокомнатную квартиру в Полтаве. Эти финансовые потери Розанов ей не возместил. После этого Назарова и Кощий, разорвав отношения с продюсером «Фристайла», уехали из Полтавы в родной для Назаровой Сочи. Все последующие отношения с Розановым, связанные, прежде всего, с самой успешной совместной песней «Ах, какая женщина!», Назарова характеризовала как «вялотекущую „холодную войну“», которую, по её собственным словам, не она начала.
В 2008 году Анатолий Розанов не дал разрешения бывшим солистам «Фристайла» Вадиму Казаченко и Сергею Дубровину на исполнение песни «Ах, какая женщина!» в телепроекте НТВ «Ты — суперстар». Назарову как автора текста не поставили в известность о ведении переговоров по этому поводу, а Розанов, по её словам, представил дело так, как будто он — единственный обладатель исключительных прав на песню.
20 декабря 2009 года Вадим Казаченко, солист группы «Фристайл» в 1989—1992 годах, исполнил песню в выпуске «Городской романс» телепрограммы «Достояние республики». Дирекция «Первого канала» предложила ему за три часа до записи как члену жюри, который уже участвовал в программе, заменить отменённое выступление группы «Санкт-Петербург» с песней «Очарована, околдована», и он принял предложение. Розанов после программы возмутился тем, что выступить пригласили не группу «Фристайл», а бывшего солиста, который, уйдя из группы в 1992 году, вообще не имел никакого отношения к песне, появившейся в 1995 году. Казаченко ответил на имущественные претензии к нему Розанова следующим образом:
Какие у Анатолия Розанова могут быть претензии? Меня пригласили исполнить «Ах, какая женщина», я и приехал. Хит действительно из репертуара «Фристайл», но у них его некому петь. Первый солист Сергей Дубровин уехал в Германию. Нынешний — Сергей Кузнецов на самом деле открывает рот под запись с голосом Дубровина. Я сам слышал от Сергея, как его это тяготит. В отличие от группы, которая выступает под полную фонограмму, я пою «вживую». Никаких запретов от Розанова я не получал. Как вообще он может мне что-либо запретить?! Тогда ему нужно прекратить переиздание его песен в моём исполнении и изъять их из эфира. Но он так не делает, потому что это приносит ему деньги.
Специалистка по авторскому праву из Всероссийской организации интеллектуальной собственности (ВОИС), комментируя этот скандал, подтвердила, что Розанов не может запретить Казаченко исполнять песню «Ах, какая женщина!», поскольку в правовом смысле пользователем музыкального произведения является не исполнитель, а организаторы концертов и телерадиокомпании, передающие его в эфир. В этом случае «Первый канал» заплатил определённую сумму Российскому авторскому обществу (РАО) и получил лицензию, дающую право использовать в эфире обнародованную песню. Если Розанов хочет запретить Казаченко исполнять песню, он должен изъять её из реестра РАО и напрямую договариваться с пользователями о том, кто её может исполнять.
В мае 2010 года группа «Фристайл» должна была принять участие с песней «Ах, какая женщина!» в съёмке программы «Звёзды ретро 90-х» на НТВ, и Назарова была готова подтвердить своё согласие на исполнение песни в программе, но случайно узнала от продюсера телеканала «Шансон-ТВ», что тому звонил Розанов и требовал запретить показ на канале авторского концерта Назаровой. В итоге Назарова, по её словам, со своей стороны отказалась подписать договор с НТВ.
В 2011 году Анатолий Розанов и группа «Фристайл», впервые обратившись в суд по поводу издания дисков Вадима Казаченко с песнями «Фристайла» «Ах, какая женщина!», «Больно мне, больно», «Метелица» и другими без выплаты денег правообладателям с их реализации, выиграли суд у издателя дисков Андрея Черкасова.
Первый исполнитель шлягера, Сергей Дубровин, со скандалом ушедший из группы «Фристайл» в 2001 году, договорившись с Назаровой, продолжает исполнять песню и считает её «своей»:
Три года назад [в 2011 году] она [Татьяна Назарова] мне официально позволила её петь. Но даже сейчас мне до сих пор звонят из «Фристайла» и требуют отказаться от моего же хита. Хотя в коллективе её исполнять некому. У них сейчас очень слабый состав, единственная солистка Нина Кирсо и клавишник [Сергей Кузнецов], который отчаянно пытается запевать «Ах, какая женщина». Фонограмма сплошная! <..> У Казаченко давно уже нет хороших песен в репертуаре, поэтому он и пытается захапать чужие. Честно скажу, вот песни Вадима я бы никогда не пел. Некрасиво это!
Несмотря ни на что, песня «Ах, какая женщина!» прочно вошла в репертуар Вадима Казаченко, и он выступает с ней не только на сольных концертах, но и в крупнейших сборных проектах — таких, например, как «Легенды Ретро FM».
В 2010 году Татьяна Назарова зарегистрировала товарный знак «Ах, какая женщина!» по классам парфюмерии, косметики, кондитерских изделий, алкогольных напитков и др.:
Приходит, например, мужчина к своей любимой, ставит на стол бутылку шампанского с названием «Ах, какая женщина!» — и сразу понятно, что он хотел сказать. Им радость, а мне проценты.

## Кавер-версии
Песня «Ах, какая женщина!» исполнялась другими певцами. В новогоднем выпуске 31 декабря 2008 года телешоу «Две звезды» на «Первом канале» песню пел дуэт Бориса Моисеева и Елены Воробей. В выпуске «Городской романс» телепрограммы того же канала «Достояние республики» 20 декабря 2009 года песню исполнил Вадим Казаченко, бывший солистом группы «Фристайл» в 1989—1992 годах.
В 2010-х годах песню «Ах, какая женщина!» начала исполнять группа «Дети Фристайла», организованная Анатолием Розановым как молодёжное продолжение ансамбля «Фристайл». В концертных выступлениях собственную версию песни (первый куплет) «Дети Фристайла» совмещают с пародией на никогда не исполнявших эту песню Святослава Вакарчука (второй куплет на украинском языке) и Григория Лепса (третий куплет).
В 2017 году в музыкальном шоу «Три аккорда» «Первого канала» песню «Ах, какая женщина!» спел Глеб Матвейчук. Для сценического воплощения песни Матвейчук использовал любовный роман Сергея Есенина и Айседоры Дункан. В 2018 году ту же песню в том же шоу спел впервые появившийся в публичном пространстве вне интернета Ярослав Сумишевский. Один из членов жюри, Александр Розенбаум, заметил, что исполнение Сумишевского напоминает ему тембр и манеру Валерия Ободзинского и что он впервые увидел человека, который может спеть эту песню «без всяких страданий».

## Рецепция и критика
Первый исполнитель песни «Ах, какая женщина!» Сергей Дубровин рассказывал, что на местном телевидении его родного города телезрители как-то на 8 марта заказали песню тридцать восемь раз. «Живьём» ему приходилось исполнять «Ах, какая женщина!» на бис до шести раз кряду. В 2015 году российский таблоид «Экспресс-газета», определяя самую любимую песню 1990-х годов, провёл опрос среди посетителей своего сайта, в котором приняли участие почти 13000 респондентов. Согласно этому опросу первое место с 18 % заняла песня «Ах, какая женщина!». По замечанию Максима Аверина в качестве телеведущего музыкального шоу «Три аккорда», «когда-то <…> песня доносилась из каждого кафе и ресторана». В 2018 году Максим Галкин как ведущий ток-шоу «Сегодня вечером» сказал: «Ах, какая женщина!» — «песня, которая до сих пор, я думаю, остаётся в верхних строчках хит-парадов всех караоке-клубов».
Рецепция песни, тем не менее, охватывает почти весь возможный спектр отношения к ней. Один из женских журналов назвал этот шлягер «прекрасным в своей пошлости». О пошлости же говорил Владимир Алеников в телепрограмме «Достояние республики», в выпуске которой в 2009 году исполнялась песня:
Пошлость — это подмена понятий. Пошлость — когда подлинное подменяется чем-то якобы подлинным. Когда подлинные чувства, подлинная поэзия подменяется тем самым, что здесь только что услышали. Можно сказать окуджавскими словами: «Эта женщина! Увижу и немею. Потому-то, понимаешь, не гляжу…» А можно сказать — как там у вас сказано? — да, «мне б такую». Вот это — пошлость, это — абсолютная пошлость. Именно так я это произведение воспринимаю — и с музыкальной, и с поэтической точки зрения.
Музыкальный критик Михаил Марголис в 2010 году в одном из следующих выпусков той же телепрограммы связал песню «Ах, какая женщина!» с песней «Потому что нельзя быть на свете красивой такой» других авторов и исполнителя, назвав обе «истерикой пьяного одинокого командированного». Но если в «Потому что нельзя» композитору, по мнению критика, удалось вытащить «более-менее щемящую ноту» этой истерики, то песню «Ах, какая женщина!» Марголис счёл «абсолютной по части абсурда нашей эстрады».

### В массовой культуре
Песня неоднократно обыгрывалась в массовой культуре. Новый «резидент» Comedy Club Сергеич в своём первом выступлении на телевизионном юмористическом шоу в 2013 году, вызвав на сцену девушку из зала, включил фрагмент оригинальной фонограммы песни «…закружило голову хмельную. / Ах, какая женщина, какая женщина» и вместо «мне б такую» допел — «рекомендую».
«Резидент» Comedy Club Павел Воля в 2017 году на концерте клуба в Сочи в свою миниатюру об этом городе включил персонажа — ресторанного музыканта Стаса Кристолевского в исполнении Гарика Харламова. В момент, когда главный герой, который ищет тишины и которого одолели официант, пьяный «капитан дальнего плавания», девушки с селфи, продавщица цветов и тот же ресторанный музыкант, пытается ретироваться из кафе, «этот гад за синтезатором использует запрещённый приём» и на фоне инструментального вступления к песне «Ах, какая женщина!» громко говорит в микрофон «бывалым» голосом: «Бабы, это вам. Объявляется белый танец. Дамы приглашают кавалеров, кавалеры не могут отказаться. Поехали!» Стас начинает петь первый куплет, а главный герой неожиданно обнаруживает себя в объятиях маленькой толстой продавщицы цветов и произносит монолог с акцентированием буквы б во фразе «Мне б такую»:
Ах, какая женщина! Мне б такую. Скажите, почему эта песня постоянно звучит вот в таких кафешках? Ах-какие-женщины не ходят в такие кафешки. Мне-б-такую-женщину я ни разу там не встречал. Я не могу себе представить, что в лучах ночного света в этой кафехе за столиком вполоборота сидит Ирина Шейк и жрёт хачапури «Лодочка», источая аромат хинкали с бараниной на всю округу. Не может такого быть!
В среде так называемого «русского шансона» «Ах, какая женщина!» воспринимается по большей части негативно. На репрезентирующем этот жанр музыкальном шоу «Первого канала» «Три аккорда» песню в 2018 году исполнил Ярослав Сумишевский. Из четырёх членов жюри только Лидия Козлова не высказалась о песне, но оценила выступление ниже других («королём», соответствующем четырём баллам). Остальные поставили высшую оценку («туз», соответствующий пяти баллам), но подчеркнули, что это оценка именно за исполнение. При этом Александр Розенбаум сказал: «Я терпеть не могу эту песню, потому что там вот этот слабак, сидящий в ресторане, вечно — „ах, какая женщина… мне б такую…“ Пойди и возьми!»; Александр Новиков заявил о своей «ненависти к этой песне»; Сергей Трофимов обронил вскользь: «А песня на самом деле фигня полная». Годом ранее на исполнение этой песни в том же шоу Глебом Матвейчуком Розенбаум, которому исполнение Матвейчука также понравилось, заметил, что «в оригинальном исполнении [Сергея Дубровина] это жалостливая песня слабака».

## Фразеологизм
Рефрен песни «Ах, какая женщина, какая женщина! Мне б такую» (и в укороченном виде — «Ах, какая женщина!») вошёл в России в массовую культуру и, обретя новые смыслы, стал устойчивым речевым оборотом. И если в песне это выражение могло однозначно трактоваться как влечение к женщине, желание женщины (особенно явное в использованном автором слов песни Татьяной Назаровой кавказском архетипе «Вах, какая жэнщина!»), то, выйдя за рамки песни, оно получило почти неограниченный спектр коннотаций: фразеологизм в своём укороченном виде по сути может быть обращен к любой женщине и может означать всё что угодно — от плотского желания до желания подшутить. В части шутливо-иронического контекста это выражение вернулось к бендеровскому «знойная женщина — мечта поэта», которое для Назаровой было одним из импульсов при написании песни.

## Комментарии
1. ↑  В массовом сознании более известная песня не столь известных Анатолия Розанова и Татьяны Назаровой, по всей видимости, нередко ошибочно приписывается намного более известному Вячеславу Добрынину. В 2016 году, комментируя поздравление Владимиром Путиным Вячеслава Добрынина в связи с 70-летием, многие российские СМИ включили малоизвестную добрынинскую «Ах, какая женщина!» в ряд самых популярных его шлягеров: «Родная земля», «У нас, молодых…» («Наши руки не для скуки»), «Всё, что в жизни есть у меня», «На теплоходе музыка играет», «Робинзон», «Не сыпь мне соль на рану», «Старый альбом», «Ах, какая женщина», «Синий туман»[3][4].
2. ↑  Феликс Царикати — осетин, родившийся в Кабардино-Балкарии.
3. ↑  Название 12-й главы романа «Двенадцать стульев». Выражение встречается в тексте самой главы, когда Остап Бендер говорит о мадам Грицацуевой: «Знойная женщина — мечта поэта. В центре таких субтропиков давно уже нет, но на периферии, на местах — ещё встречаются».
4. ↑  Первоначально группа «Тату» эксплуатировала лесбийский имидж.
5. ↑  Вадим Казаченко и Сергей Кузнецов с 8 по 10 класс были одноклассниками и сидели за одной партой[23].
6. ↑  Святослав Вакарчук поёт только на украинском языке.
7. ↑  Авторами миниатюры могли быть как сам Павел Воля, так и другие «резиденты» Comedy Club.
8. ↑  Аджарский хачапури имеет форму долблёнки.

## Видео
- Выступление Сергея Дубровина и группы «Фристайл» с песней «Ах, какая женщина!» на телевизионном фестивале «Песня-96»
- Выступление Вадима Казаченко с песней «Ах, какая женщина!»
- Сергей Дубровин в передаче «Не совсем старые песни о главном. Часть 1» программы «Мужское/Женское». Первый канал (5 ноября 2015). Дата обращения: 14 января 2016. Архивировано 31 января 2016 года.
- Сергей Дубровин в передаче «Не совсем старые песни о главном. Часть 2» программы «Мужское/Женское». Первый канал (6 ноября 2015). Дата обращения: 14 января 2016. Архивировано 31 января 2016 года.
- Концертное выступление группы «Фристайл» с песней «Ах, какая женщина!» с вокалом Сергея Кузнецова в 2017 году.
- Выступление Глеба Матвейчука с песней «Ах, какая женщина!» на музыкальном шоу «Первого канала» «Три аккорда» (2-й сезон, 6-й выпуск) 20 августа 2017 года.
- Выступление Ярослава Сумишевского с песней «Ах, какая женщина!» на музыкальном шоу «Первого канала» «Три аккорда» (3-й сезон, 1-й выпуск) 11 мая 2018 года.
- Выступление группы «Дети Фристайла» с песней «Ах, какая женщина!» в Полтаве в 2019 году